# Bitwa pod Nową Wodą
Bitwa pod Nową Wodą – starcie zbrojne mające miejsce 25 czerwca 1654 r. podczas wojny polsko-rosyjskiej 1654–1667, zakończone zwycięstwem wojsk litewskich.